# Limonia argopoda
Limonia argopoda är en tvåvingeart som beskrevs av Alexander 1960. Limonia argopoda ingår i släktet Limonia och familjen småharkrankar. Inga underarter finns listade i Catalogue of Life.